# 國道300號 (塞爾維亞)
國道300號是塞尔维亚北部自治省伏伊伏丁那的一个IIB级国道。起点在苏博蒂察。

## 资料来源
- 国道分类法令
- 塞尔维亚共和国的二级国道 （页面存档备份，存于）